# われらホビーズ ファミコンゼミナール
『われらホビーズ ファミコンゼミナール』は、あおきけいによる日本のギャグ漫画作品。ファミリーコンピュータ（ファミコン）を中心としたテレビゲームのパロディ漫画である。

## 概説
『月刊少年ジャンプ』（集英社）1986年（昭和61年）4月号から1990年（平成2年）11月号まで連載されていた。全56話+番外編1話。単行本は全4巻。
『月刊少年ジャンプ』増刊『HOBBY's JUMP』に連載されていた『われらホビーズ』（以下『ホビーズ』）が前身。ラジコンや自転車などといった様々なホビーを題材としたショートギャグ漫画で、テレビゲームを題材としたファミコン編6話とウィザードリィ編も掲載している。
『われらホビーズ ファミコンゼミナール』（以下『ファミコンゼミナール』）は『月刊少年ジャンプ』にスピンオフされる形で連載がスタート、タイトルにもあるように題材はファミコンゲームに一本化されたが、メインキャラクターとその容姿および設定はそのまま『ホビーズ』から引き継がれ、『ホビーズ』でも、ファミコン編とウィザードリィ編では『ファミコンゼミナール』のレギュラーキャラクターが登場している。以降『ホビーズ』と『ファミコンゼミナール』は同時に連載していたが、『ホビーズ』は単行本化されていない。
『ファミコンゼミナール』連載開始時点は『ホビーズ』と同じくショートギャグ漫画で、ファミコンというホビーそのものを題材としたものと、登場人物がゲームキャラクターに扮したゲームの世界観を題材としたものが混在していた。『ドラゴンクエストIII そして伝説へ…』を題材にした第27話「ホビーズクエスト?の巻」以降は一話読み切りの短編エピソードへと変化し、内容もゲームの世界を舞台としたパロディ漫画に変化していった。この頃になるとファミコンだけではなくPCエンジンのゲームを題材としたエピソードが掲載されるようになる。末期には最早題材の原型をほとんど留めないエピソードや、ゲームの原作となったアニメや映画のパロディが主流となっていった。
本編終了後に読み切りとして『スーパーマリオワールド』を題材とした『われらホビーズ スーパーファミコンゼミナール』が掲載、単行本未収録となっていたが、マンガ図書館Zにて同じく単行本未収録となっていた『われらホビーズ・ファミコン編』全6話、『われらホビーズ・ヴィザードリィ編』と合わせて収録された『われらホビーズ ファミコンゼミナール Ex』として2018年7月3日に電子書籍化された。

## 登場人物

### われらホビーズ初出
タカ
主人公。後半の読み切りエピソードでも基本的には主役級の扱いだが、ゴージに比べてやや冷遇されており、そのことがネタにされることも。
シゲ坊
タカの友人。大柄な小学生。『ホビーズ』の頃は体力担当。顔にあるのは点でしかない両目だけで表情が全く変化しないが、一応描かれていないだけで口や鼻はある。性格は天然系で食いしん坊。27話以降の読み切りエピソードでは大抵前者のキャラクター性を踏襲し、主役を演じることもあるが、ヒロインを演じることが多い。1巻では口も書かれていることがあった。
マコ
タカの友人。眼鏡をかけているためあまり表情は分からない。『ホビーズ』の頃は知力担当だが、実際はボケ役で、大抵はタカが突っ込み返すのが常。キャラクター的には他者と一緒にいることが多く、そのため目立たず、後半の読み切りエピソードでもほとんどが脇役である。
ファミコンチェイサー・リュウ
『ホビーズ』ファミコン編におけるライバルキャラ。

### ファミコンゼミナール初出
ゴージ
初出は第16話「宿敵ゴージ」。兵頭いわく、「集団でゲームを征服するきたない奴」。常時手下と共に反則技を用いてタカたちホビーズに挑んでいる。性格は傲慢かつわがまま。常に腕を組んで威張りかえっている。登場時からその強烈な個性ゆえに主人公であるタカ以上の存在感を見せ、27話以降は全てのエピソードで主役、悪役、脇役いずれにおいてもストーリーの中心人物として登場するため、実質的な主人公となっている。元々このキャラクターは連載当時、同じく『月刊少年ジャンプ』に連載されていたアクション漫画『マンモス』（原作:武論尊、作画:小成たか紀）の悪役、堂崎剛士のパロディキャラクター。
兵頭
初出は第12話「ファミコン傭兵登場」。10円でどんなゲームでも攻略するファミコン（テレビゲーム）専門の傭兵。常に迷彩服を着ている。寡黙で表情は表に出さないが、10円以上の金額を出されると動揺してしまう。27話以降は貯金箱の10円玉をぶちまけると大慌てでかき集めたり、誰かに10円玉を取られると熱を出して寝込んでしまうなど、今まで以上に10円玉に固執するキャラに。また、27話以降はタカやゴージと同じくストーリの中核を占めることが多いが、基本的にゴージとは対立関係であるため、ゴージが主役の場合は悪役を演じることが多い。ゴージと同じく『マンモス』からのパロディキャラクターで、モデルは主人公である兵頭一平から。
トモ
当作品のヒロインキャラ。女性が主人公のゲームを題材になる時はタカに変わってメインを務める。27話以降では大抵主人公と共に行動するパートナー役が多い。店で「マイティボンジャック」をプレイしていて、タカに下手さを指摘されたのが初登場で、彼を「せんぱい」と呼んでいたが、27話以降で対等の立場で共演する時は「タカちゃん」と呼ぶようになった。
アヤ
お金持ちのお嬢様。邸宅はお城のような外見で、内部はダンジョンのように広大である。作中は令嬢であるがゆえにズレた描写が多く、店のソフトを全部買い占めるなど、お金には非常に無頓着。27話以降では様々な役どころで登場する。大人びた女性キャラクターの役は大体彼女が務めている（ゴーストバスターズのモチーフ時だけは母親役をトモちゃんに取られている）。
田中
アヤの執事。アヤの安全を守るため、時として常識はずれの行動を取る。27話以降では出番が激減。
西園寺レイ
自称「ファミコンの天才児」。ゲームの腕に関しては絶対の自信を持っており、その事をひけらかす事もしばしば。27話以降はあまり目立たないが、参謀役としての出番が多い。一度タカに不戦敗を喫している。
こもる
トモの家の隣に住んでいる。性格は根暗で、常にネガティブにモノを捉えている。ゲームも下手で、常に自分より弱い相手を探し、人間以外を相手にゲームをしている。27話以降は出番が少ないが、エピソードのメインを張る事も。連打でサルには勝てるが、ラッコには負ける。
ジョージ
元ヤクザ。経歴ゆえに外見こそ厳ついが、今は堅気で、性格と言動は常識的。昔よくしょっ引かれた刑事には、今も頭が上がらない。27話以降はその外見ゆえに悪役を務めることが多いが、大抵ゴージなどに翻弄される役どころである。一度ヒロインを演じたことがある。
ケン
発出は第31話「究極ハチャメチャスタジアム」。野球チーム「ハリキリーズ」のキャプテン役で登場。作中初の7頭身キャラクターで、ファミコンが大嫌いなスポーツマンという異色キャラクター。以降その頭身ゆえにほぼ青年役で統一される。一度アヤと共に兵頭の父親役で出た。
ファミコン嫌いの理由は、3年前にファミコンとスーパーマリオを買ったものの、自身が不器用なせいで1年経っても1面をクリアできなかったため、という、逆恨みとしか思えないもの。そのせいで、ファミコンそのものだけでなく、ファミコンをやる者まで「ついでに」憎んでいる。他人が目の前でファミコンをやっていると激怒して叩き壊すという八つ当たりぶりで、3巻では十字ボタンを見るとアレルギー反応を起こす、という設定まで出ている。
ゴージの部下
常にゴージと一緒に行動している、サングラスを着用した小学生。常時3〜5人で行動。初登場時は顔が描き分けられていたが、直後（次のページ）には髪型以外差異は無くなっている。27話以降はゴージが敵か味方かに拘らず、戦闘員扱いである。
ファミンシュタイン博士
日夜ファミコンの研究開発を行っている科学者。役に立たないファミコングッズを制作しては、ホビーズの面々にモニターを依頼する。27話以降は職業を問わず老人役がほとんどだが、最終話でゴージの子孫との関係が明らかになる。
刑事
マコの家の隣のアパートに住んでいる刑事。コントローラーを持つ時、両肘を水平に挙げるのが特徴。
昔、よくジョージをしょっ引いていたらしい。
ゴージの子孫
最終話にのみ登場。未来世界の戦闘集団ホビーズのリーダー。歴史改変を阻止すべく現代へ。タイムトリップ前は、髪型はゴージ、顔はケンという見た目であったが、タイムトリップ時の衝撃でゴージと同じ頭身と人相に変わってしまった。性格はゴージとは全くの正反対。
あおきけい
原作者の代理キャラクター。27話以降はあおきけいが監督を務めた劇中劇という設定で、本人はカメオ出演という形で登場している。
アシスタントの田中君
あおきけいのアシスタント。作中では専らあおきけいに突っ込みを入れる役。27話以降ではあおきけいと共にカメオ出演する。TVに映っているメロドラマのヒロインや女子アナで、女の役をやったこともある。

### スーパーファミコンゼミナール初出
ゴージの妹
『スーパーファミコンゼミナール』のみの登場。容姿はツインテールの美少女で、兄であるゴージに全く似ていないが、性格と言動は兄に似ている。当然歩く時は腕を組んで威張る。作中ではピーチ姫役。

## モチーフにされたゲームソフト
この漫画は『ファミコンゼミナール』と銘打っているため、ゲームをモチーフにしたギャグを題材としており、作品初期は1P、後期は1話分でソフト1本分をネタにしている。ここでは27話以降の元ネタを記述する。

### 2巻
- 27話：ドラゴンクエストIII
- 28話：信長の野望
- 29話：ファミコン探偵倶楽部 消えた後継者
- 30話：R-TYPE
- 31話：究極ハリキリスタジアム

### 3巻
- 32話：ファミコンウォーズ
- 33話：ファミリーサーキット（ファイナルラップ?）
- 34話：源平討魔伝
- 35話：スーパーマリオブラザーズ3
- 36話：ロックマン2
- 37話：桃太郎電鉄
- 38話：AKIRA
- 39話：ダウンタウン熱血物語
- 40話：ファイナルファンタジーII
- 41話：じゃじゃ丸忍法帖
- 42話：ロボコップ
- 43話：スーパーチャイニーズ2

### 4巻
- 44話：美味しんぼ
- 45話：MOTHER
- 46話：ツインビー3
- 47話：ふぁみこんむかし話 遊遊記
- 48話：ゴジラ
- 49話：ゴーストバスターズ2
- 50話：バットマン
- 51話：キャプテン翼
- 52話：ドラゴンクエストIV
- 53話：ウルトラマン
- 54話：ファイナルファンタジーIII
- 55話：ドクターマリオ
- 56話：スーパーマリオブラザーズ1〜3（ストーリーはターミネーターを元にしている）